# IC 2610
IC 2610 је ознака објекта на координатама са ректансцензијом 10h 52m 8,0s и деклинацијом + 33° 5" 0'. Открио га је Гијом Бигурдан, 27. марта 1887. Каснијим посматрањима на том положају није уочен никакав астрономски објекат.